# Hamburg Zwei
Hamburg Zwei (Eigenschreibweise HAMBURG ZWEI) ist ein privater Hamburger Rundfunksender, der seit 1. März 1988 unter verschiedenen Namen auf Sendung ist. Am 15. Juli 2014 erfolgte die Umbenennung von Oldie 95. Zuvor hieß der Sender unter anderem fun fun radio, Mix 95.0 oder OK Radio. Es ist ein musikorientiertes Programm, in dem zunächst nur Oldies der 1970er, 1980er, 1990er und auch selten 2000er gespielt werden. Gesendet wird auf UKW 95,0 MHz sowie über DAB+ im Kanal 11 C aus dem Funkhaus Spitalerstraße, in dem auch Radio Hamburg und Rock Antenne Hamburg untergebracht sind.

## Moderatoren
Die Moderatoren von Hamburg Zwei sind (Stand: Februar 2021):
- Birgit Hahn (sie hat den Sender 2023 verlassen)
- Andreas (AC) Clausen
- Flo Staub
- Vanessa Rimkus
- † Eike Buschmann
- Ollie Weiberg
- Cathy Weder
- Arne Waack
- Clemens Benke

## Gesellschafter und Vermarktung
Als Gesellschafter sind die Frank Otto Medienbeteiligungs GmbH zu 51 %, Radio Hamburg zu 16,4 %, Regiocast zu 16,3 % und Radio ffn zu 16,3 % beteiligt. Die Vermarktung der regionalen Werbezeiten erfolgt über die MORE Marketing Organisation und Radioentwicklungs GmbH & Co. KG, Hamburg, an der Hamburg Zwei mit 16 % beteiligt ist. Der nationale Verkauf wird von der RMS Radio Marketing Service GmbH, Hamburg, abgewickelt.

## Geschichte

### Überblick
Die historische Entwicklung der Musikformate des Senders und Änderungen der Sendernamen im Überblick:
- 1988–1990: Rock/Blues

OK Radio (1988–1990)
- 1990–1995: Jugendsender (Contemporary Hit Radio)

OK Radio (1990–1. August 1995)
- 1995–1997: Balladen & Schlager (Soft AC)

OK Magic 95 (1. August 1995–1997)
- 1997–1999: Adult Contemporary[3]

Magic FM (1997–1998)
Mix 95.0 (1998–12. Juni 1999)
- 1999–2014: Oldiesender

Fun Fun Radio (12. Juni 1999–2001)
Fun Fun 95 (2001–6. Mai 2002)
Oldie95 (7. Mai 2002–14. Juli 2014)
- seit 2014: Adult Contemporary

Hamburg Zwei (seit dem 15. Juli 2014)

### Hintergründe
Der Sender startete unter dem Namen OK Radio am 1. März 1988 als dritter Privatsender in Hamburg (nach Radio Hamburg und Radio 107) auf der Frequenz 95,0 MHz. Die Sendeleistung betrug 100 Watt. Namensgeber und Initiator des Projektes war Klaus Schulz (Herausgeber des ersten Hamburger Stadtmagazins Oxmox), der eine akustische Alternative zu Radio Hamburg mit dem Schwerpunkt Rock/Blues etablieren wollte. Finanzpartner war Frank Otto (Sohn von Werner Otto, dem Gründer des Otto-Versands) und Rolf Baierle / ROBA Music Verlag.
Nach internen Unstimmigkeiten über die kommerzielle Ausrichtung des Senders trennten sich die Wege der Betreiber und Frank Otto übernahm als Alleingesellschafter die Geschäfte.
1990 wurde der Rock-Sender in ein Hit-Radio umgewandelt, das sich speziell an jüngere Leute richtete. Es war das erste kommerzielle Jugendradio Norddeutschlands. Abends und am Wochenende gab es viele Musik-Spezialsendungen. OK Radio erreichte bis zu 15 % Marktanteil (in der Zielgruppe der 14- bis 29-Jährigen sogar bis zu 60 %).
1994 startete der NDR mit N-Joy Radio einen werbefreien Jugendsender auf der Frequenz 94,2 MHz. OK Radio klagte zwar gegen den Sendestart, ein Sendeverbot per Eilverfahren wurde aber aufgehoben. Das Verwaltungsgericht Hamburg stellte erst 1998 fest, dass die Ausstrahlung von N-Joy Radio auf 94,2 in Hamburg rechtswidrig war. Am 1. August 1995 wurde der Name auf OK Magic 95 sowie das Musikformat auf Balladen und Schlager  (Soft AC) geändert. Da das zu keiner Verbesserung der Hörerzahlen führte, fand 1997 ein weiterer Wechsel zum Adult-Contemporary-Format unter dem Namen Magic FM statt. Dieses Musikformat wurde größtenteils auch noch unter dem 1998 angenommenen Namen Mix 95.0 beibehalten.
Im Sommer 1999 fand schließlich unter der Umbenennung zu Fun Fun Radio eine komplette Neuausrichtung zum Format als reinem Oldiesender statt, das bis 2014 beibehalten werden sollte. Fun Fun Radio spielte anteilsmäßig zu ca. 70 % Musik der 70er und 30 % Musik der 60er. Im Frühjahr 2002 fand unter der Bezeichnung Oldie-Offensive eine Hörerumfrage statt, die ergab, dass sich die Hörer des Senders unter der Bezeichnung Fun Fun nicht viel vorstellen konnten und sich mehr Ausgeglichenheit im Verhältnis zwischen 60er- und 70er- sowie dazu 80er-Hits wünschten. Daraufhin erfolgte zum Mai 2002 eine Umbenennung in Oldie95, der zu je etwa gleichen Anteilen 60er, 70er und 80er spielte. Die Umwandlung zu Oldie95 wurde u. a. mit einer eigenen Bühnenshow auf dem Hamburger Hafengeburtstag vom 9. bis 12. Mai und einem Galakonzert mit Gloria Gaynor am 30. Mai 2002 öffentlich beworben. Diese Phase als Oldie95, die bis Juli 2014 anhielt, stellt mit ihrer Dauer von 12 Jahren (als konstanter Oldiesender seit 1999 sogar 15 Jahre) im Unterschied zur wechselvollen Geschichte des Senders bis heute die längste Formatkontinuität auf der Frequenz 95,0 MHz in Hamburg dar.
Seit dem 15. Juli 2014 ist der Name des Senders Hamburg Zwei, der wieder wie in der Phase als Magic FM bzw. Mix 95.0 von 1997 bis 1998, Adult Contemporary (nun mit dem Schwerpunkt auf 1980er Jahre) spielt. Nach eigenen Angaben wird kein Musiktitel mehrfach an einem Tag gesendet. An Wochenenden werden ausschließlich Musikstücke aus den 1980er Jahren gespielt.

## Senderlogos

Logo des Senders bis zum 14. Juli 2014
Logo des Senders von 2014 bis 2019
Aktuelles Logo

## Kurioses
Im Juli 1999 erlangte der Sender unter dem Namen Mix 95.0 bundesweites Aufsehen, als sich der Moderator Oliver Bennett (richtiger Name: Oliver Pscherer) in einer angeblichen Protestaktion gegen das „zunehmende Radioeinerlei“ nach offiziellen Angaben morgens früh im Sendestudio einschloss und etwa vier Stunden lang lediglich zwei Lieder spielte – Dancing Queen von ABBA und No Milk Today von Herman’s Hermits, bis das Studio schließlich über den Lastenaufzug geentert und der Moderator „überwältigt“ werden konnte. Nach außen wurde kommuniziert, dass Bennett nach einer zeitweiligen Beurlaubung wieder für den Sender arbeiten dürfe. Tatsächlich dürfte es sich nach Ansicht von Branchenkennern bei diesem Vorgang um eine geplante Promotion-Aktion des Senders gehandelt haben. Als Begründung für diese Vermutung wurde genannt, dass bei fast jedem Sender das Sendestudio relativ leicht abgeschaltet und ein Reservestudio aufgeschaltet werden kann, dass zudem eine zielgruppenorientierte Botschaft vermittelt wurde („Wir setzen uns für mehr Abwechslung in der Musik ein“) und dass zuletzt eine Weiterbeschäftigung bei einem solch gravierenden Einfluss in den Programmablauf, sollte er ohne Absprache stattgefunden haben, unrealistisch gewesen wäre.
Als Oldie 95 erreichte der Sender erneut überregionale Bekanntheit durch die Aktion „Ein Beatles-Platz für Hamburg“.